# آلبر فر
آلبر فر(به فرانسوی: Albert Fert) (زاده ۷ مارس ۱۹۳۸) فیزیک‌دان فرانسوی و کاشف اثر مقاومت مغناطیسی بزرگ که باعث تبدیل مدارهای بزرگ به مدارهای کوچک شد. وی استاد  دانشگاه پاریس سود است.
او جایزه نوبل فیزیک را همراه با پتر گرونبرگ، فیزیکدان آلمانی در سال ۲۰۰۷ دریافت کرد.

## مدال‌ها و جوایز
- جایزه ولف در فیزیک (۲۰۰۶)
- جایزه ژاپن (۲۰۰۷)
- جایزه نوبل فیزیک (۲۰۰۷)